# لیز فیگروا
لیز فیگروا سیاست‌مدار دموکرات و یکی از سناتورهای ایالت کایفرنیا است. 